# Hôn nhân cùng giới ở Maine
Hôn nhân cùng giới đã được công nhận hợp pháp tại tiểu bang Maine của Hoa Kỳ kể từ ngày 29 tháng 12 năm 2012. Dự luật hợp pháp hóa các cuộc hôn nhân như vậy đã được các cử tri chấp thuận, 53-47, vào ngày 6 tháng 11 năm 2012, khi Maine, Maryland và Washington trở thành các tiểu bang đầu tiên của Hoa Kỳ hợp pháp hóa hôn nhân cùng giới bằng cách bỏ phiếu phổ biến. Kết quả bầu cử đã được chứng nhận bởi văn phòng Bộ trưởng Ngoại giao Maine và Thống đốc bang Maine vào ngày 29 tháng 11.
Cuộc trưng cầu dân ý năm 2012 là một sự đảo ngược của hành động đối với một dự luật tương tự ba năm trước đó. Vào ngày 6 tháng 5 năm 2009, một dự luật cho phép kết hôn cùng giới ở Maine đã được ký kết thành luật, bởi Thống đốc John Baldacci sau khi được luật pháp phê chuẩn. Những người phản đối dự luật đã kiến nghị thành công một cuộc trưng cầu dân ý trước khi luật có hiệu lực; cử tri đã bác bỏ luật này vào ngày 3 tháng 11 năm 2009 trong một "quyền phủ quyết của mọi người." Cho đến khi cuộc trưng cầu dân ý. Kết quả đã bác bỏ luật này, có vẻ như Maine sẽ là tiểu bang đầu tiên của Hoa Kỳ hợp pháp hóa hôn nhân cùng giới thông qua quy trình lập pháp với chữ ký của thống đốc, thay vì tuân theo phán quyết của tòa án. Vermont là tiểu bang đầu tiên hợp pháp hóa hôn nhân cùng giới theo luật định, nhưng Cơ quan lập pháp của nó đã làm như vậy bằng cách ghi đè quyền phủ quyết của Thống đốc.
Cả Thượng nghị sĩ Hoa Kỳ từ Maine, đảng Cộng hòa Susan Collins và đảng độc lập King Angus, đều ủng hộ hôn nhân cùng giới.